# Ferroglaucòfan
El ferroglaucòfan és un mineral de la classe dels silicats, que pertany al grup del nom arrel glaucòfan. Rep el nom per la seva relació amb el glaucòfan.

## Característiques
El ferroglaucòfan és un silicat de fórmula química ◻[Na₂][Fe2+₃Al₂]Si₈O22(OH)₂. Cristal·litza en el sistema monoclínic. La seva duresa a l'escala de Mohs es troba entre 5 i 6.
Segons la classificació de Nickel-Strunz pertany a «09.DE - Inosilicats amb 2 cadenes dobles periòdiques, Si₄O11; clinoamfíbols» juntament amb els següents minerals: antofil·lita, cummingtonita, clinoholmquistita, grunerita, manganocummingtonita, manganogrunerita, permanganogrunerita, ferrofluoropedrizita, ferrifluoroleakeïta, actinolita, ferritschermakita, ferroactinolita, ferrohornblenda, ferrotschermakita, joesmithita, magnesiohornblenda, tremolita, tschermakita, cannilloïta, fluorcannil·loïta, parvomanganotremolita, fluorotremolita, potassicfluoropargasita, edenita, ferroedenita, ferrokaersutita, ferropargasita, hastingsita, kaersutita, magnesiohastingsita, pargasita, sadanagaïta, fluoroedenita, potassicferroferrisadanagaïta, potassicsadanagaïta, potassicpargasita, potassicferrosadanagaïta, magnesiofluorohastingsita, potassicfluorohastingsita, potassicclorohastingsita, fluoropargasita, parvomanganoedenita, potassiccloropargasita, potassicferrocloroedenita, potassicmagnesiohastingsita, potassicferropargasita, cromiopargasita, ferrotaramita, barroisita, ferroferribarroisita, ferroferriwinchita, ferribarroisita, ferroferritaramita, ferroferricatoforita, ferrobarroisita, ferrorichterita, ferrowinchita, ferrocatoforita, ferritaramita, magnesiotaramita, richterita, winchita, taramita, fluororichterita, catoforita, potassicfluororichterita, potassicrichterita, ferrighoseïta, ferriwinchita, fluorotaramita, arfvedsonita, eckermannita, ferroeckermannita, glaucòfan, potassicmanganileakeïta, manganoarfvedsonita, ferrileakeïta, magnesioriebeckita, magnesioarfvedsonita, nyboïta, riebeckita, manganomanganiungarettiïta, ferroferrinyboïta, clinoferroferriholmquistita, ferrinyboïta, ferroferrileakeïta, ferroferrifluoroleakeïta, sodicferriclinoferroholmquistita, magnesiofluoroarfvedsonita, ferripedrizita, potassicferrileakeïta, fluoronyboïta, manganidellaventuraïta, fluoropedrizita, potassicarfvedsonita, ferriobertiïta, potassicmagnesiofluoroarfvedsonita, ferroferripedrizita, potassicmagnesioarfvedsonita, pedrizita, ferropedrizita, fluoroleakeïta i ferroferriobertiïta.

## Formació i jaciments
Va ser descoberta a la mina Herin, situada a la localitat de Champdepraz (Vall d'Aosta, Itàlia). També ha estat descrita en una trentena de localitats més repartides per tot el planeta.